# Grewia erythroxyloides
Grewia erythroxyloides är en malvaväxtart som beskrevs av René Paul Raymond Capuron och Mabberley. Grewia erythroxyloides ingår i släktet Grewia och familjen malvaväxter. Inga underarter finns listade i Catalogue of Life.